# Mercedes-Benz en sport automobile
La marque allemande Mercedes-Benz s'est impliqué très tôt dans le sport automobile.
Avant la fusion en 1926 au sein de Daimler-Benz AG, les deux constructeurs allemands Daimler-Motoren-Gesellschaft et Benz & Cie participaient aux compétitions automobiles. Ce dernier participa notamment à la première course automobile, Paris-Rouen en 1894.

## Les débuts

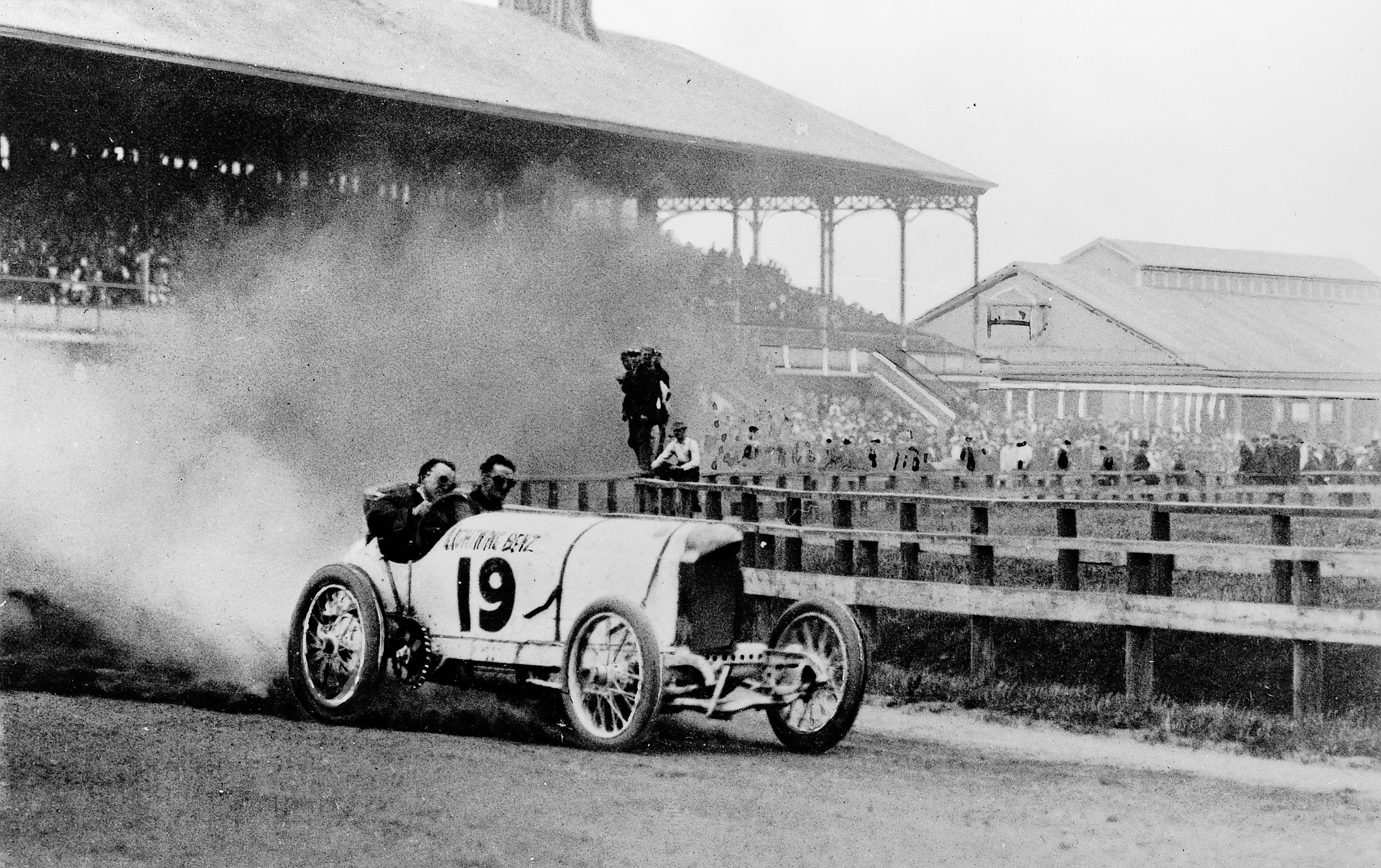
Une Blitzen-Benz en course.

Les deux sociétés, qui ont fusionné pour former la marque Mercedes-Benz en 1926, avaient toutes deux déjà connu divers succès dans le nouveau sport de la course automobile. Benz a participé à la première course automobile du monde, Paris-Rouen en 1894, où le pilote français Émile Roger termina 14e en 10 heures et 1 minute. La Mercédès Simplex de 1902, construit par DMG, est la première automobile Mercedes construite et participa à de nombreuses courses jusqu'en 1909. En 1914, juste avant le début de la Première Guerre mondiale, Christian Lautenschlager sur une Mercedes 35 CV remporte le Grand Prix de France, alors l'épreuve européenne la plus prestigieuse.
Dans le même temps Karl Benz développe la Blitzen-Benz, établissant le record du monde de vitesse en 1911 atteignant 228,1 km/h (qui ne fut toutefois pas homologué par l'AIACR Association internationale des automobile clubs reconnus.

## Grands Prix automobiles

### L'âge d'or (1934-1940)

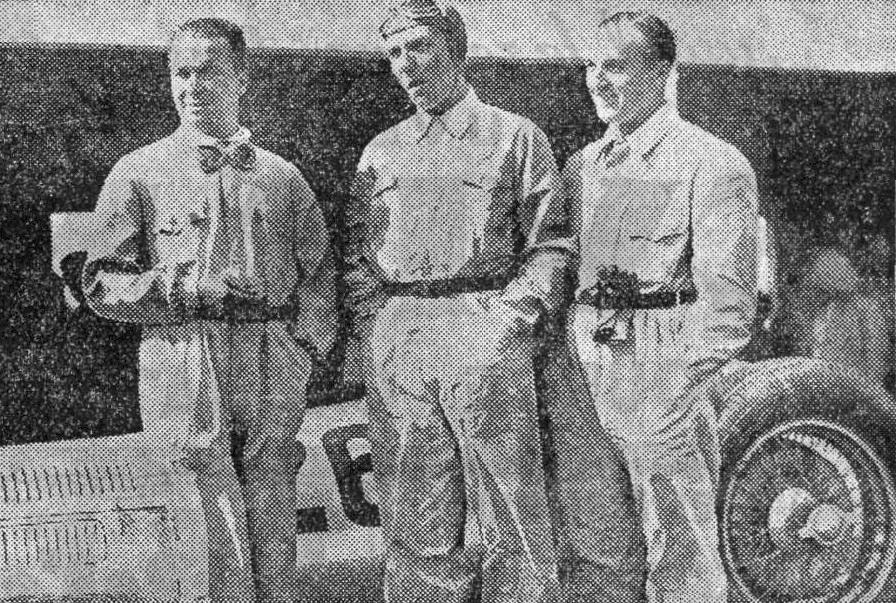
Les coureurs allemands Mercedes-Benz Rudolf Caracciola, Manfred von Brautschisch et Hermann Lang, en 1ère ligne en 1938 à Monza.

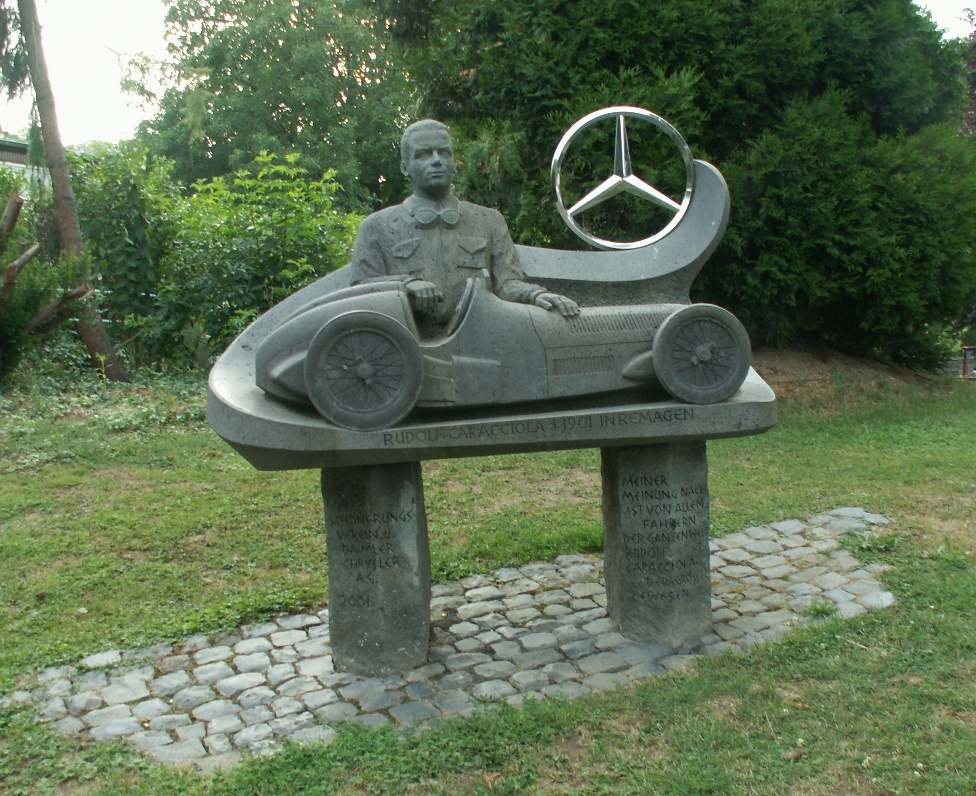
Monument en hommage à Rudolf Caracciola et Mercedes à Remagen

Mercedes s'illustre très tôt en Grand Prix puisque trois voitures sont engagées lors du Premier Grand Prix de l'histoire automobile, au Circuit du Mans en 1906. Toutefois, les années 1930 constituent une période-clé dans l'histoire sportive de la marque par la volonté d'Adolf Hitler de démontrer la supériorité de l'Allemagne, Mercedes-Benz et Auto Union sont ainsi soutenues officiellement par le régime nazi pour se distinguer en course.
En 1934, Manfred von Brauchitsch remporte la première grande épreuve de Mercedes, l'Eifelrennen, au Nürburgring. Comme sa voiture, en livrée nationale blanche, pesait un kilogramme de plus que le poids maximal autorisé, il fait poncer la peinture recouvrant sa Mercedes pour revenir sous le poids. C'est avec une voiture d'une couleur argentée-aluminium qu'il remporte la victoire et lance la légende des Flèches d'Argent. Toutefois, cette histoire s'avère fausse puisque l'épreuve était disputée selon les règles de la Formule Libre sans limite de poids. 
Dès l'année suivante, Rudolf Caracciola remporte le championnat d'Europe de l'AIACR et récidive en 1937 et 1938. Les voitures allemandes dominent nettement la concurrence (en 1936, Bernd Rosemeyer remporte le championnat pour le compte d'Auto Union) tandis que seul Tazio Nuvolari, sur Alfa Romeo sera en mesure de battre les Mercedes et ce une seule fois (sur le Nürburgring en 1935) jusqu'à l'éclatement de la Seconde Guerre mondiale.

### Début en Formule 1 (1954-1955)

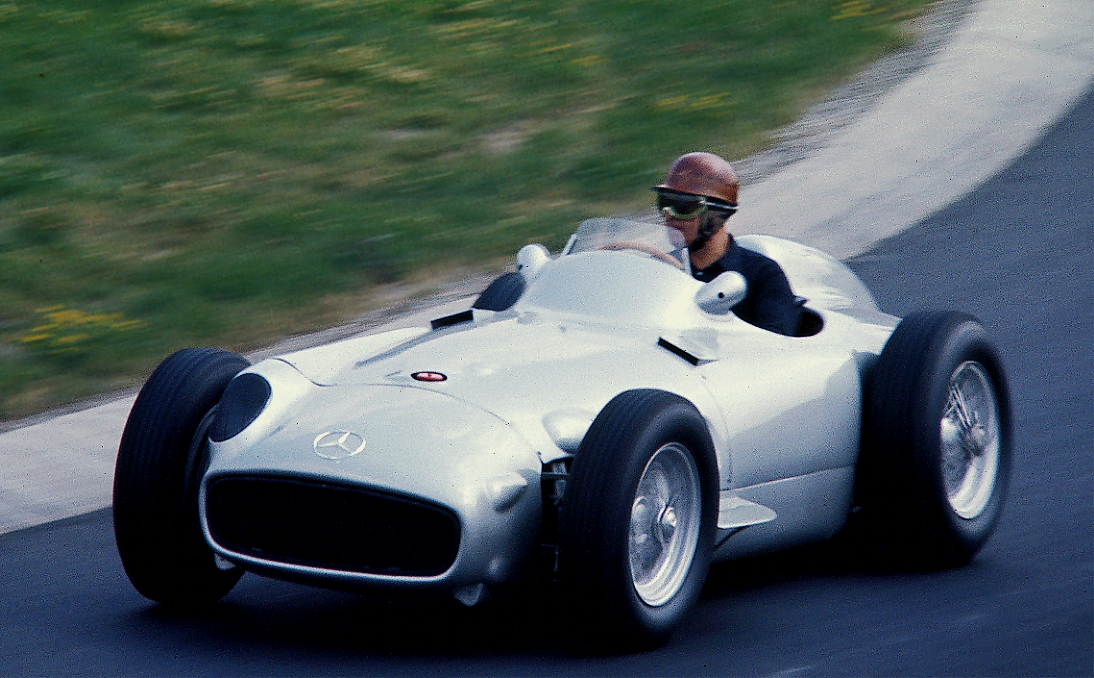
Karl Kling sur la W196, version roues découvertes

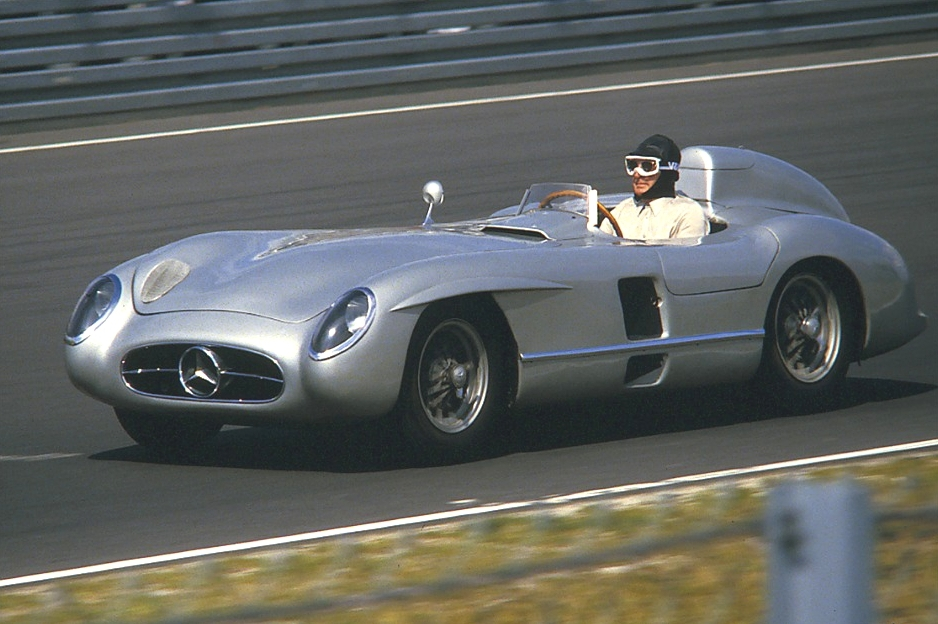
La Mercedes-Benz 300 SLR des 24 Heures du Mans 1955.

Après la guerre, il faut attendre 1954 pour qu'Alfred Neubauer, le directeur sportif de Mercedes, engage officiellement son écurie en compétition. Il recrute le champion du monde 1951, Juan Manuel Fangio. Au Grand Prix de France, quatrième manche de la saison 1954, Mercedes lance la Mercedes W196, qui se distingue par une aérodynamique très soignée (une des versions de la W196 a même des roues carénées). L'Argentin obtient la pole position et gagne devant son coéquipier Karl Kling après avoir largement survolé l'épreuve. Ainsi, dès sa première apparition en Formule 1, Mercedes gagne un Grand Prix, une première dans la discipline. À Silverstone, dans des conditions qui conviennent mal aux caractéristiques de sa voiture, Fangio termine quatrième. Au Nürburgring, il obtient un nouveau succès. Deux victoires en Suisse et en Italie assurent à Fangio son deuxième titre mondial.
Malgré une concurrence qui aiguise ses armes, notamment Alberto Ascari au volant de la Lancia D50, première monoplace à moteur porteur V8, Fangio entame la saison 1955 en position de favori. Il commence l'année par l'une de ses plus fameuses victoires, en Argentine où, sous un soleil de plomb, fort d'une condition physique irréprochable, il rallie l'arrivée en solitaire alors que ses concurrents sont accablés par la chaleur. 
Après un abandon sur casse moteur à Monaco, Fangio participe, avec son équipier en Formule 1 Stirling Moss, aux 24 Heures du Mans, au volant de la Mercedes 300 SLR. Fangio est à la lutte avec la Jaguar de Mike Hawthorn lorsque, quelques heures après le départ seulement, une manœuvre brutale d'Hawthorn pour rentrer aux stands provoque un écart de la voiture de Lance Macklin que ne peut éviter Pierre Levegh dont la Mercedes se désintègre et provoque le décès de 84 personnes, dont Levegh lui-même. Quelques heures plus tard, alors que l'équipage Fangio-Moss est en tête de la course, la direction de Mercedes décide de retirer ses voitures de la course.
Amputée de plusieurs manches à la suite du drame des 24 Heures, la saison de Formule 1 se poursuit, toujours dominée par Mercedes, sans réelle opposition après le retrait de la Scuderia Lancia en proie à des difficultés financières et meurtrie par l'accident mortel d'Alberto Ascari à Monza. Fangio s'impose à Zandvoort, termine deuxième à Aintree derrière Moss puis l'emporte à Monza, s'adjugeant du même coup son troisième titre mondial.
Mercedes se retire alors de la compétition et, en tant que constructeur, du championnat du monde de Formule 1 pour une période de 55 ans. En douze courses, les monoplaces Mercedes ont remporté neuf victoires et signé huit pole positions, neuf meilleurs tours, dix-sept podiums et cinq doublés.

### Motoriste (1994-2009)

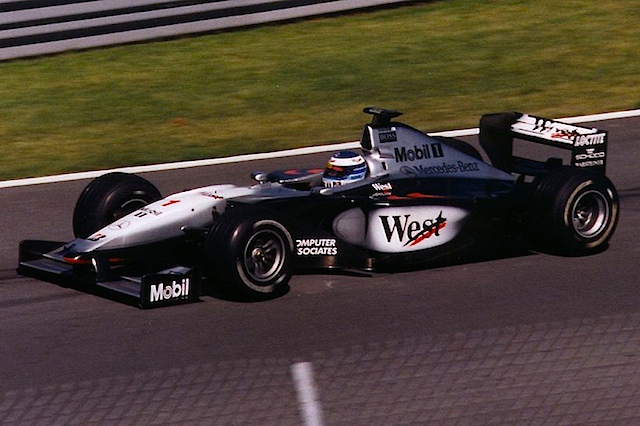
Mika Häkkinen sur une Mclaren-Mercedes au Grand Prix du Canada 1999

En 1993, Mercedes-Benz acquiert 10 % de Ilmor, un motoriste anglais fondée en 1983 par Mario Illien et Paul Morgan engagé en Formule 1 depuis 1991. En 1994, le moteur Ilmor est d'ailleurs officiellement dénommé Mercedes-Benz sur le capot des Sauber qu'il propulse.
En 2002, un an après le décès accidentel de Paul Morgan, Mercedes-Benz prend le contrôle d'Ilmor à hauteur de 55 % et renomme la société Mercedes-Ilmor.
En 2005, Mercedes-Benz rachète totalement le département Formule 1 d'Ilmor, qui devient alors Mercedes-Benz HighPerformanceEngines. Par contre, la partie Ilmor Engineering, impliquée notamment aux États-Unis dans la conception des moteurs Honda du championnat IndyCar Series, retrouve son indépendance. 
Fin 2011, l'entreprise est renommée Mercedes AMG High Performance Powertrains et renforce ses liens avec Mercedes-AMG, la branche sport du constructeur automobile allemand.
De 1995 à 2014, les moteurs Mercedes AMG HPP motorisent McLaren Racing qui remporte les deux titres en 1998 tandis que Mika Häkkinen est champion du monde en 1999. 
En 2009, Mercedes fournit également l'écurie Brawn GP qui devient championne du monde des pilotes avec Jenson Button et des constructeurs ; la même année, Mercedes fournit l'écurie Force India. Après le rachat de Brawn GP, Mercedes Grand Prix revient en tant qu'écurie complète en 2010 puis motorise Williams F1 Team à partir de 2014. 2014 est la saison de tous les records pour le moteur Mercedes V6 turbocompressé hybride qui réalise toutes les pole positions, obtient seize victoires et permet aux Flèches d'Argent de remporter les titres constructeurs et pilotes avec Lewis Hamilton. 
En 2015, tandis que McLaren Racing quitte Mercedes pour Honda, Mercedes motorise Lotus F1 Team. En 2016, Mercedes améliore le record de victoires (19) et de pole positions (20) en une saison.

### Retour en tant que constructeur (2010-présent)

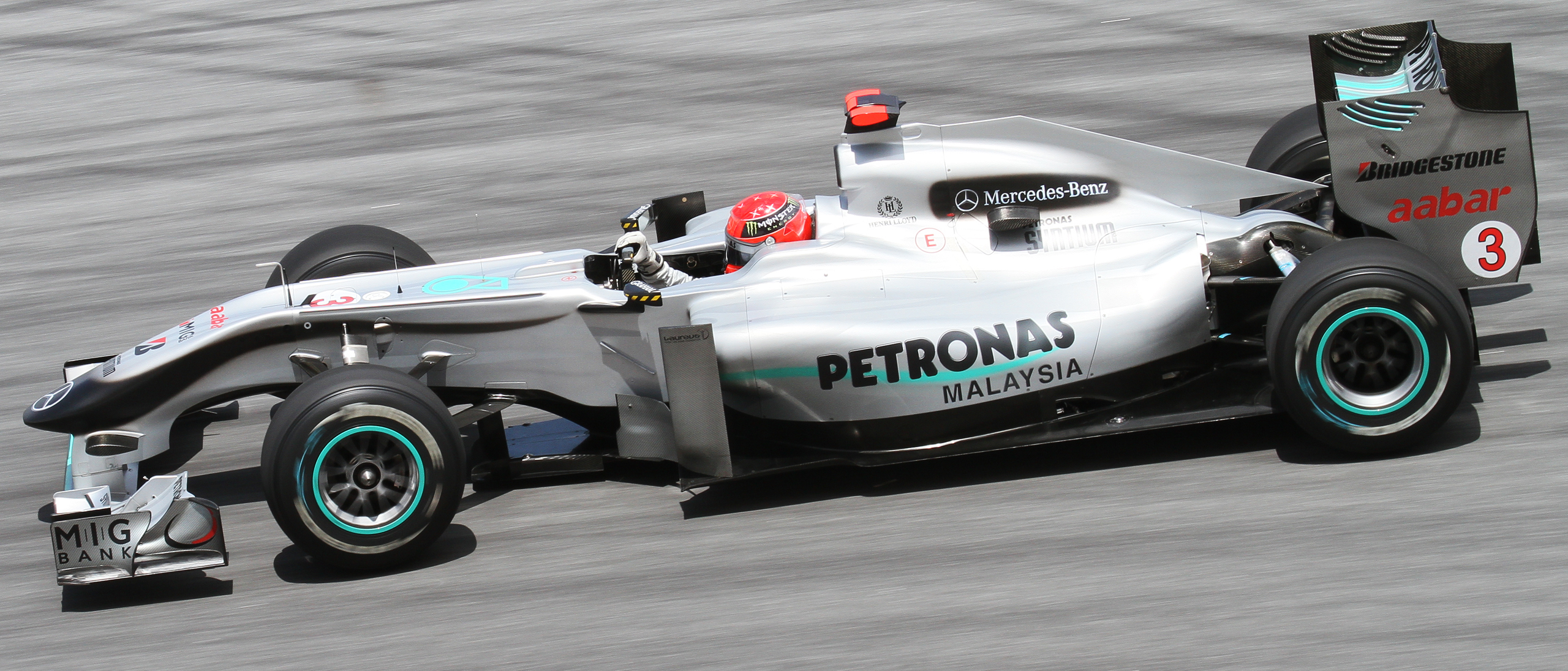
Michael Schumacher sur la MGP W01 au Grand Prix de Malaisie 2010.

Mercedes fait son retour en tant que constructeur de châssis en 2010 avec l'équipe Mercedes AMG Petronas. L'écurie est sacrée championne du monde constructeurs et pilotes avec Lewis Hamilton en 2014, 2015, 2017 et 2018, 2019 et avec Nico Rosberg en 2016.

## Voitures de tourisme

### La300 SEL 6,3et «Red Pig»
En 1967, le pilote et ingénieur allemand Erich Waxenberger décide d'installer le moteur V8 M 100 de la Mercedes-Benz 600 dans une Type 109. D'abord mené dans la discrétion, le projet séduit tant Rudolf Uhlenhaut, l'un des responsables de la marque, que fin 1967 décision est prise de produire la voiture en série. Elle est commercialisée sous la dénomination de 300 SEL 6.3,.
En 1968, Erich Waxenberger souhaite aligner la 300 SEL 6,3 en course. Cependant, le groupe Daimler-Benz refuse la proposition, ayant renoncé à toute participation officielle depuis fin 1955, une décision faisant suite à l'accident des 24 Heures du Mans 1955 où une Mercedes-Benz 300 SLR s'était envolée dans le public après avoir percuté une autre voiture, causant la mort de plus de 80 personnes.
Obstiné malgré ce refus, Erich Waxenberger parvient à engager deux 300 SEL 6,3 dans une course peu médiatisée en Europe, les 6 Heures de Macao sur le circuit de Guia, le 18 mai 1969,,, puis un an après, Daimler-Benz change d'avis et décide d'engager une équipe de trois 300 SEL 6,3 aux 24 Heures de Spa-Francorchamps les 26 et 27 juillet 1969.
En 1967, Hans-Werner Aufrecht et Erhard Melcher créent AMG, une entreprise spécialisée dans la préparation automobile. Ils intéressent à la 300 SEL 6,3 et décide, avec Erich Waxenberger de la modifier. Après deux ans de travail la 300 SEL 6,8 AMG est achevée. Elle participe à de nombreuses courses en 1971 et 1972 dont la plus célèbre est les 24 Heures de Spa-Francorchamps. Durant cette épreuve, la voiture termine à la deuxième place et sera surnommée « Red Pig ».
Son heure de fin sonne à la fin de 1972 à la suite d'un changement de règlement pour les voitures de course de tourisme,,,.